# Frázová gramatika
Frázová gramatika (anglicky phrase structure grammar) je termín, který zavedl Noam Chomsky pro formální gramatiky, které předtím zkoumal Emil Leon Post a Axel Thue (postovy kanonické systémy). Někteří autoři však rezervují tento termín pro vybrané třídy gramatik v Chomského hierarchii: kontextové gramatiky nebo bezkontextové gramatiky. V širším smyslu jsou frázové gramatiky také známy jako složkové gramatiky. Charakteristickým znakem frázových gramatik je jejich využívání složkového vztahu, kterým se odlišují od závislostních gramatik založených na vztahu závislosti větných členů.

## Složkový vztah
Za frázové gramatiky jsou v lingvistice pokládány všechny gramatiky založené na vztahu bezprostředních složek, jejichž protikladem jsou gramatiky založená na vztahu syntaktické závislosti; frázové gramatiky jsou známy také jako složkové gramatiky. Každá z několika příbuzných teorií pro syntaktickou analýzu přirozeného jazyka patří mezi složkové gramatiky, přičemž většina z nich byla vyvinuta na základě Chomského práce, včetně
- Government and binding theory (Teorie řízenosti a vázání)
- Generalized phrase structure grammar
- Head-driven phrase structure grammar
- Lexical functional grammar
- Minimalist program (Minimalistický program)
- Nanosyntax

Ke gramatikám využívajícím bezprostřední složky lze také řadit další gramatické školy a formalismy, které nejsou považovány za odvozené z Chomského prací, například
- Arc pair grammar, a
- Categorial grammar.

Všechny tyto gramatické přístupy rozebírají větnou strukturu na základě složkového vztahu. Složkový vztah je odvozen z členění věty na podmět a přísudek v gramatice latiny a řečtiny,[zdroj?] které vycházejí z aristotelovské logiky a sahají až do období antiky k Aristotelovi. Základní struktura věty je chápána v rámci binárního členění na podmět (jmenná fráze NP) a přísudek (slovesná fráze VP).
Binární členění věty vede ke korespondencím jedna k jedné nebo jedna k mnoha. Pro každý prvek věty existuje jeden nebo více uzlů ve stromové struktuře, které předpokládáme pro tuto větu. Dvouslovná věta jako například Luke laughed vyžaduje (nejméně) tři uzly v syntaktické struktuře: jeden pro substantivum Luke (podmět, NP), druhý pro sloveso laughed (predikát, VP), a další pro celou větu Luke laughed (věta, S). Všechny složkové gramatiky popsané výše popisují větnou strukturu pomocí této korespondence jedna k jedné nebo jedna k mnoha.

## Závislostní vztahy
Gottlob Frege odmítal binární členění věty a nahradil jej chápáním větné logiky pomocí predikátů a jejich argumentů. V této alternativní koncepci větné logiky nebylo místo pro binární členění věty na podmět a predikát. To otevřelo dveře k popisu věty pomocí závislostních vztahů (závislostní vztahy však existovaly v méně zjevné formě i v tradičních gramatikých dlouho před Fregem). Závislostní vztahy použil jako základ pro vyčerpávající teorii syntaxe a gramatiky Lucien Tesnière ve své posmrtně publikované práci Éléments de syntaxe structurale (Prvky strukturální syntaxe).
Závislostní vztah je korespondencí jedna k jedné: ke každému prvku (slovu nebo morfu) ve větě existuje v syntaktické struktuře pouze jeden uzel. Jejich rozlišování je založeno na teorii grafů. Závislostní vztah omezuje počet uzlů v syntaktické struktuře věty na počet syntaktických jednotek (obvykle slov), které věta obsahuje. Tedy dvouslovná věta Luke laughed vyžaduje pouze dva syntaktické uzly, jeden pro Luke a jeden pro laughed. K nejvýznamnějším závislostním gramatikám patří:
- Recursive categorical syntax, někdy nazývaná algebraická syntax
- Funkční generativní popis
- Lexicase
- Link grammar
- Meaning-text theory
- Operator grammar
- Word grammar

Protože všechny tyto gramatiky vycházejí ze vztahu závislosti, definitoricky se nejedná o frázové gramatiky.

## Nedeskriptivní gramatiky
Některé další gramatiky se obecně vyhýbají pokusům seskupovat syntaktické jednotky do shluků takovým způsobem, který by umožňoval jejich klasifikaci na složkové nebo závislostní. V tomto ohledu, následující gramatické rámce nelze zařadit ani do jedné z výše uvedených skupin:
- Construction grammar
- Cognitive grammar